# Ipomoea pauciflora
Ipomoea pauciflora ist eine Pflanzenart aus der Gattung der Prunkwinden (Ipomoea) aus der Familie der Windengewächse (Convolvulaceae). Die Art ist in Amerika verbreitet.

## Beschreibung
Ipomoea pauciflora ist eine große, verholzende Kletterpflanze, deren Stämme einen Durchmesser von 2 cm erreichen können. Die Pflanze ist unbehaart oder nahezu unbehaart. Die Blattspreiten der Laubblätter sind meist eiförmig und ganzrandig, sie erreichen eine Länge von 5 bis 8 cm. Sie sind nach vorn zugespitzt oder lang zugespitzt und an der Basis abgerundet oder sehr schwach herzförmig.
Die Blütenstände sind wenig- bis vielblütige Zymen, die oftmals an laubblattlosen Zweigen stehen. Die Blütenstandsstiele sind 8 bis 12 cm lang, die Blütenstiele 3 cm oder weniger. Die Kelchblätter sind nahezu gleich geformt, abgerundet eiförmig und 5 bis 8 mm lang. Die etwa 6 cm lange Krone ist weiß gefärbt und besitzt oft einen dunkelroten oder violetten Schlund. Der Kronsaum hat einen Durchmesser von 6 bis 8 cm.
Die Früchte sind dickwandige, elliptische, zweikammerige Kapseln mit einer Länge von 2 cm und einem Durchmesser von 1 cm. Sie öffnen sich über vier Klappen. Die Samen sind mit langen, weichen, abstehenden, weißen Trichomen besetzt.

## Verbreitung
Die Art ist im westlichen und südlichen Mexiko, in Guatemala, Honduras und Nicaragua verbreitet und kommt außerdem von Kolumbien bis Peru vor. Sie wächst dort in trockenen Dickichten und auf Hügeln in Höhenlagen von 400 bis 900 m.

## Systematik
Man kann zwei Unterarten unterscheiden:
- Ipomoea pauciflora subsp. pauciflora: Sie kommt von Mexiko bis Nicaragua vor.[1]
- Ipomoea pauciflora subsp. vargasiana (O’Donell) McPherson: Sie kommt von Kolumbien bis Peru vor.[1]